# 岩崎鐵志
岩崎 鐵志（いわさき てつし、1937年 - ）は、日本の歴史学者（洋学史・国学史）。学位は文学修士。静岡県立大学名誉教授。名の「鐵」は「鉄」の旧字体であるため、新字体で岩崎 鉄志（いわさき てつし）と表記されることもある。
静岡女子短期大学文学科教授、静岡県立大学短期大学部教授、静岡県立大学短期大学部附属図書館館長、静岡県立大学短期大学部部長、静岡文化芸術大学文化政策学部教授などを歴任した。

## 概要
洋学史や国学史を専攻する歴史学者である。洋学や国学の歴史的な展開と背景の研究で知られている。静岡女子短期大学、静岡県立大学、静岡文化芸術大学などで教鞭を執った。

## 来歴

### 生い立ち
1937年（昭和12年）に生まれた。国が設置・運営する東北大学に進学し、1961年（昭和36年）まで文学部の国史学科にて学んだ。その後は東北大学の大学院に進学し、1963年（昭和38年）まで文学研究科の国史学専攻にて学んだ。

### 歴史学者として
静岡県により設置・運営される静岡女子短期大学に採用され、1968年（昭和43年）より教鞭を執った。文学科にて教授などを務めた。静岡女子短期大学が静岡薬科大学、静岡女子大学と統合・再編されることになると、新たに発足した静岡県立大学に異動し、短期大学部にて教授を務めた。短期大学部においては、学生部の部長や附属図書館の館長などを経て、短期大学部の部長に就任するなど、要職を歴任した。
2000年（平成12年）に静岡県立大学を退職した。静岡女子短期大学より通算すると32年間にわたって教鞭を執ったことになる。なお、同年5月26日に開催された静岡県立大学の評議会にて、これまでの功績により名誉教授の称号が授与されることが決定した。
その後、静岡県立大学の短期大学部を流れをくむ静岡文化芸術大学に採用され、文化政策学部の教授に就任した。文化政策学部においては、国際文化学科の講義を担当した。

## 研究
専門は歴史学であり、歴史的な視点に立脚し洋学、蘭学、国学の展開と背景について研究した。特に、江戸時代の後期にそれらを担った文人についての研究で知られている。寺小屋や藩校など教育制度に関する文書をはじめ、交遊録や、書状、日記など、さまざまな古文書を調査、分析していた。その学究活動を通じて、賀茂真淵の師である渡辺蒙庵の『蒙庵詩集』を発掘している。また、国学者の内山真龍の研究にも取り組み、その専門書なども著している。そのほか、京都所司代の水野忠邦に招聘され上京した高林方朗の『二条日記』の研究や、郷土史家として知られる実業家の内田旭の著作の整理なども手掛けている。なお、「遠州地方における国学及び近世教育史の研究」が評価され、1988年（昭和63年）に浜松市教育文化奨励賞が授与された。

## 人物
名は「鐵志」であるが、「鐵」が「鉄」の旧字体であることから、新字体で「鉄志」と表記される場合もある。ただし、科学研究費助成事業データベースにおいては、「鐵志」名義とともに「鐵」の俗字である「鐡」を使った「鐡志」名義も記載されている。

## 略歴
- 1937年 - 誕生[3]。
- 1968年 - 静岡女子短期大学着任[1]。
- 2000年 - 静岡県立大学退職[1]。
- 2000年 - 静岡県立大学名誉教授[1]。

## 賞歴
- 1988年 - 浜松市教育文化奨励賞[2][10]。

## 著作

### 単著
- 岩崎鉄志著『内山真龍――したたかな地方文人』天竜市、1982年。

### 共著
- 静岡県地域史研究会編『東海道交通史の研究』清文堂出版、1996年。ISBN 4792404274
- 村尾留器著『三省録』浜北市教育委員会、1998年。
- 『みつの春』浜北市教育委員会、2001年。
- 齋藤浩編『小澤清平治重氏の記録――静岡県の日置流資料』2010年。

### 編纂
- 高林方朗著、岩崎鉄志編『二条日記』浜松史蹟調査顕彰会、1986年。
- 岩崎鉄志編『内田旭著作集』1巻、浜松史蹟調査顕彰会、1993年。
- 岩崎鉄志編『内田旭著作集』2巻、浜松史蹟調査顕彰会、1994年。
- 岩崎鉄志編『内田旭著作集』3巻、浜松史蹟調査顕彰会、1996年。

### 寄稿、分担執筆、等
- 渡辺蒙庵著、内山真竜録『蒙庵先生詩集』浜松史跡調査顕彰会、1982年。

### 註釈
1. ↑  東北大学は、2004年に国から国立大学法人東北大学に移管された。
2. ↑  静岡女子短期大学は、静岡薬科大学、静岡女子大学と統合され、1987年に静岡県立大学が設置された。

## 関連人物
- 内山真龍